# Thea Sybesma
Thea Sybesma (* 18. Dezember 1960 in den Niederlanden) ist eine ehemalige niederländische Duathletin, Triathletin und zweifache Ironman-Siegerin (1991, 1993).

## Werdegang
Thea Sybesma studierte zunächst Physiotherapie und später Medizin in Groningen.

### Duathlon-Weltmeisterin 1990
Sie wurde dreimal Duathlon-Europameisterin (1990, 1991, 1992) und erreichte im Jahr 1990 auch den Titel der Duathlon-Weltmeisterin.
1991 wurde sie in Roth mit ihrem Sieg auf der ironman-Distanz Triathlon-Europameisterin – sie erreichte hier als erste Athletin der Welt eine Zeit unter neun Stunden.

1992 wurde sie Dritte bei der Triathlon-Weltmeisterschaft auf Hawaii und sie beendete 1993 ihre sportliche Karriere.
Derzeit arbeitet sie als orthopädischer Chirurg am St. Anna Hospital in Geldrop.

## Sportliche Erfolge
| Datum/Jahr    | Rang | Wettbewerb                                           | Austragungsort | Zeit     | Bemerkung |
| ------------- | ---- | ---------------------------------------------------- | -------------- | -------- | --- |
| 1993          | 1    | Ironman Australia                                    | Forster        |          | |
| 11. Juli 1992 | 2    | Ironman Europe                                       | Roth           |          | |
| 1992          | 3    | Ironman Hawaii                                       | Hawaii         | 09:26:57 | Dritte bei der Weltmeisterschaft                                                                                                   |
| 1992          | 3    | ETU Middle Distance Triathlon European Championships | Joroinen       |          | |
| 1992          | 1    | Almere-Triathlon                                     | Almere         | 09:05:53 | |
| 1991          | 4    | Ironman Hawaii                                       | Hawaii         | 09:34.24 | Weltmeisterschaft |
| 8. Sep. 1991  | 4    | ETU Triathlon European Championships                 | Genf           | 02:09:32 | [ 3 ] |
| 13. Juli 1991 | 1    | Ironman Europe                                       | Roth           | 08:55:29 | Sieg mit neuer Weltbestzeit auf der Langdistanz (erstmals unter 9 Stunden) – mit einer Radzeit von 04:46:22 Stunden für die 180 km |
| 1991          | 3    | ITU Long Distance Triathlon World Championships      | Almere         |          | |
| 1990          | 1    | Almere-Triathlon                                     | Almere         | 09:20:35 | |
| 1990          | 2    | ETU Middle Distance Triathlon European Championships | Trier          |          | Vize-Europameisterin |
| 26. Aug. 1990 | 1    | ETU Triathlon European Championships                 | Linz           | 02:04:00 | |
| 16. Juni 1990 | 3    | Triathlon International de Nice                      | Nizza          | 06:49:33 | |

| Datum/Jahr | Rang | Wettbewerb                                     | Austragungsort    | Distanz | Zeit                                            | Bemerkung |
| ---------- | ---- | ---------------------------------------------- | ----------------- | ------- | ----------------------------------------------- | --------- |
| 1992       | 3    | ITU Duathlon World Championships               | Frankfurt am Main |         | Duathlon-Weltmeisterschaft                      |           |
| 1992       | 3    | ITU Long Distance Duathlon World Championships | Zofingen          |         | Duathlon-Weltmeisterschaft                      |           |
| 1992       | 1    | ETU Duathlon European Championships            |                   |         |                                                 |           |
| 1991       | 2    | ITU Long Distance Duathlon World Championships | Zofingen          |         | Duathlon-Vize-Weltmeisterin auf der Langdistanz |           |
| 1991       | 3    | ITU Duathlon World Championships               | Palm Springs      |         | Duathlon-Weltmeisterschaft                      |           |
| 1991       | 1    | ETU Duathlon European Championships            | Birmingham        |         |                                                 |           |
| 1990       | 1    | ITU Duathlon World Championships               | Palm Springs      |         |                                                 |           |
| 1990       | 1    | ETU Duathlon European Championships            |                   |         |                                                 |           |

| Datum/Jahr | Rang | Wettbewerb         | Austragungsort | Distanz  | Zeit     | Bemerkung |  |
| ---------- | ---- | ------------------ | -------------- | -------- | -------- | --------- |  |
| 1993       | 1    | Midwinter-Marathon | Apeldoorn      | Marathon | 02:46:14 |           |  |

(DNF – Did Not Finish)